# Colți
Colți est une commune roumaine située dans le județ de Buzău.

## Histoire
En 1991, une pierre servant à caler une porte s'est avérée être un précieux bloc d'ambre estimé à plus de 1 million d'euros. Depuis 2022, il est exposé au Musée Provincial de Buzau comme trésor national roumain.

## Géographie
Le village est célèbre pour ses gisements d'ambre, c'est-à-dire de la résine fossilisée.